# 妙像寺 (静岡市)
妙像寺（みょうぞうじ）は、静岡県静岡市葵区沓谷（くつのや）にある日蓮宗の寺院。山号は法養山。旧本山は大本山池上本門寺、池上法縁。付近には由緒寺院の蓮永寺をはじめ宗長寺、浄祐寺、蓮長寺、宗林寺等、日蓮宗の寺院も多い。

## 歴史
正応元年（1287年）京都へ布教に向かう日像が駿河府中城下で布教中に城下の邸を提供されて師で六老僧の一人の日朗を開山に自身を2世として建立した。明治維新前後に神仏分離運動や数度の災害に遭い、また市街の発展にともなう境内の縮小で衰退、その後も明治25年（1892年）12月13日近隣火災が類焼、昭和15年（1940年）1月15日の静岡大火、昭和20年（1945年）6月19日の静岡大空襲で堂宇をその都度焼失した。その後静岡市都市復興計画で現在地に移転し再興された。

## 境内
- 本堂

## 歴代
- 大国阿闍梨日朗
- 肥後阿闍梨日像

## 関連資料
- 日蓮宗寺院大鑑編集委員会『宗祖第七百遠忌記念出版 日蓮宗寺院大鑑』 大本山池上本門寺 (1981年)